# کیسی (آیووا)
کیسی (به انگلیسی: Casey) شهری در ایالت آیووا کشور ایالات متحده آمریکا است که جمعیت آن در سرشماری سال ۲۰۱۰ میلادی، ۴۲۶ نفر بوده‌است.